# Felix Benzler
Felix Benzler (geboren 10. März 1891 in Hannover; gestorben 26. Dezember 1977 in Gronau / Leine) war ein deutscher Diplomat im Nationalsozialismus.

## Leben
Felix Benzler war ein Sohn des Militärarztes Hermann Benzler und der Mathilde Wahrendorff. Er studierte von 1909 bis 1912 Rechtswissenschaft an der Eberhard Karls Universität Tübingen, wo er Mitglied des Corps Suevia wurde. 1912 trat er in den preußischen Justizdienst ein und war Einjähriger. Am 2. August 1914 wurde er Soldat im Ersten Weltkrieg, geriet allerdings bereits am 2. September 1914 in französische Kriegsgefangenschaft. 1919 erfolgte sein Eintritt in den Auswärtigen Dienst und er wurde bis 1921 an die Gesandtschaft in Bern beordert. Die nächsten Auslandseinsätze waren bis 1925 als Vizekonsul in Amsterdam und von 1926 bis 1931 an der Gesandtschaft in Budapest. 1927 wurde er zum Gesandtschaftsrat befördert, 1934 zum Vortragenden Legationsrat. In Berlin verhandelte Benzler 1937 die Verlängerung eines Wirtschaftsabkommens mit der ČSR über den Hopfenimport. Von 1937 bis 1940 ging er wieder, nun als Generalkonsul, in die Niederlande. Am 5. Juni 1939 beantragte er die Aufnahme in die NSDAP und wurde zum 1. Januar 1940 aufgenommen (Mitgliedsnummer 7.906.206).
Am 10. Januar 1941 unterzeichnete er mit dem sowjetischen Unterhändler Wladimir Borissowitsch Botschkarew in Riga die „Vereinbarung … über die Umsiedlung von Reichsdeutschen und Volksdeutschen aus den Gebieten der Lettischen und Estnischen Sozialistischen Sowjetrepubliken in das Deutsche Reich“. Das Abkommen war erforderlich geworden, da im Juli 1940 die Sowjetunion im Gefolge des Hitler-Stalin-Paktes Lettland und Estland annektiert hatte und nun, nach der vorher mit der Estnischen Republik und der Lettischen Republik vereinbarten Umsiedlung, bei der 64.000 Volksdeutsche „Heim ins Reich“ umgesiedelt worden waren, noch 16.000 Deutsche umgesiedelt werden sollten. Benzler kam danach an die Botschaft in Bukarest. 
Beim Überfall auf Jugoslawien wurde der Staat Jugoslawien zerschlagen und in Belgrad die dortige Gesandtschaft in eine „Dienststelle des Auswärtigen Amtes beim Militärbefehlshaber“ umgewandelt. Gleiches sollte mit der Gesandtschaft in Athen passieren, und Benzler, der dem Armeeoberkommando List zugeteilt war, die Leitung dort übernehmen. Es kam dann noch vorher zu einem Tausch mit Günther Altenburg, und Benzler wurde mit Führererlass vom 28. April 1941 zum „Reichsbevollmächtigten des Auswärtigen Amtes beim Militärbefehlshaber in Serbien“ bestellt. Seine Aufgabe war insbesondere, die dem Reiche „abträgliche Betätigung serbischer politischer Elemente zu verhindern“.
Benzler hatte nun den Rang eines Gesandten, war mit Fragen der wirtschaftlichen Ausbeutung Serbiens befasst und äußerte am 5. November 1942 seine Sorgen über den Verfall der serbischen Währung. Edmund Veesenmayer wurde ihm zu seiner Unterstützung zugeordnet. Er war im Auftrag des AA auch an der Umsiedlungsaktion der Slowenen aus Kärnten und der Steiermark beteiligt.
So erstellte er am 6. Mai 1941 einen Bericht über die Besprechung unter der Leitung des Reichsstatthalters Sigfried Uiberreither „betreffend die Aussiedlung von Slowenen“, die am selben Tag in Marburg stattgefunden hatte.
Am 24. August 1943 wurde der „glücklose“ Benzler von Hermann Neubacher abgelöst, der nun dem Militärbefehlshaber Südost gleichgestellt wurde. Von Oktober 1943 bis März 1944 war er in Berlin stellvertretender Vorsitzender des interministeriellen Italienausschusses, der die Italienische Sozialrepublik kontrollierte. Nach der deutschen Besetzung Ungarns kam Benzler am 21. März 1944 noch kurzzeitig an die Gesandtschaft nach Budapest als „Bevollmächtigter für die Wirtschaft beim Bevollmächtigten des Großdeutschen Reiches in Ungarn“. Diesmal war er Veesenmayer zugeordnet.

## Ermordung der serbischen Juden
Bei dem Versuch, den Widerstand der serbischen Bevölkerung zu brechen und die Attentate auf Angehörige der Wehrmacht einzudämmen, kam es zu willkürlichen Geiselerschießungen, bei denen, wie Benzler am 1. August 1941 resümierte, die serbische Gendarmerie vom deutschen Militär gezwungen wurde, völlig unbescholtene Personen massenhaft zu erschießen. Bei der Suche nach geeigneteren Sündenböcken und Exekutionsopfern kamen die in Belgrad beteiligten deutschen Dienststellen der Wehrmacht, des SD und des Auswärtigen Amtes auf die Juden Serbiens. Veesenmayer und Benzler forderten am 8. September 1941 vom Auswärtigen Amt, dass zumindest 8.000 männliche Juden nach Rumänien abgeschoben würden, ersatzweise in das Generalgouvernement oder nach Russland. Der vom Judenbeauftragten des AA Franz Rademacher hierzu befragte Adolf Eichmann sah das zum gegenwärtigen Zeitpunkt als unmöglich an, so dass AA-Unterstaatssekretär Martin Luther am 16. September 1941 von Benzler eine lokale Lösung forderte. Benzler, der in Verkennung des tatsächlichen jugoslawischen Widerstands die Juden als Hauptproblem ausgemacht hatte, sich damit aber auf der Linie der nationalsozialistischen Propaganda bewegte, forderte vom Reichsaußenminister Joachim von Ribbentrop immer noch die Deportation der Juden ins Donaudelta, als der neu eingesetzte bevollmächtigte General in Serbien Franz Böhme bereits eigene Schlüsse aus der Situation gezogen hatte, und als Sühne für deutsche Verluste bei Topola 2.200 Juden und „Zigeuner“ durch die Wehrmacht erschießen ließ, im Verhältnis von 100 Geiseln zu einem getöteten Deutschen. Bis November 1941 war durch die vereinten Aktivitäten von SD, Militärverwaltung, Militärbefehlshaber und Gesandtschaft die überwiegende Anzahl männlicher Juden und „Zigeuner“ umgebracht worden. Blieben noch die vom Militärverwaltungschef Harald Turner nach Berlin gemeldeten „10.000 Judenweiber und -kinder“. Diese wurden zunächst auf kroatischen Boden in das KZ Sajmište deportiert, wo Anfang März 1942 ein Saurer-Gaswagen des Reichssicherheitshauptamts eintraf. Am 10. Mai 1942 war die Vergasungsaktion beendet, die der zuständige Befehlshaber der Sicherheitspolizei und des Sicherheitsdienstes (BdS) Emanuel Schäfer zur Ausführung dem KZ-Kommandanten Herbert Andorfer übertragen hatte. Die Leichen wurden im November 1943 vom Sonderkommando 1005 exhumiert und verbrannt, nachdem Benzler bereits aus Belgrad abberufen worden war.

## Entnazifizierung
Über seine Entnazifizierung und über Vernehmungen im Zusammenhang mit den Nürnberger Prozessen ist nichts bekannt, obschon Veesenmayer im Wilhelmstraßen-Prozess angeklagt wurde, und einige Offiziere der Wehrmacht vorher im Prozess Generäle in Südosteuropa. 1965 wurden von der Staatsanwaltschaft beim Landgericht Hannover Ermittlungen aufgenommen. Benzler wurde 1968 verhört, zu einem Prozess gegen Benzler „wegen der Tötung von Juden in Serbien“ ist es nicht gekommen.